# Laba-Fest
Das Laba-Fest (臘八節 / 腊八节,  Làbā jié, Jyutping Laap6baat3 zit3, Pe̍h-ōe-jī La̍p-pat-tseh) ist ein traditionelles chinesisches Fest, das am achten Tag des Monats Là (腊月,  làyuè – „zwölfter Monat des Chinesischen Kalenders“) gefeiert wird, wobei Là der zwölfte Monats des Chinesischen Kalenders ist. An diesem Tag wird traditionell der Laba-Brei (腊八粥,  làbāzhōu) gegessen.
Die Ursprünge des Laba-Fest waren Opferzeremonien am Ende des alten Jahres, um für eine reiche Ernte zu danken. Im Anschluss saßen die Menschen zusammen und aßen Getreidebrei (zum Beispiel Hirsebrei, Reisbrei, o. Ä.). Mit der Verbreitung des Buddhismus in China während der südlichen und nördlichen Dynastien änderte sich die Bedeutung des Fests. Es fiel nun immer auf den achten Tag des zwölften Monats und damit auf den Tag des Erwachens von Siddhartha Gautama im Alter von 35 Jahren. In buddhistischen Tempel und Klöster Chinas werden an diesem Tag Laba-Brei an Gläubigen und Besucher verteilt. Traditionell ist der Verzehr von Laba-Brei ein wichtiger Bestandteil des Fests. Durch den Verzehr des Breis soll der Segen Buddhas an den Anhänger übergehen.
Insbesondere im Norden und Nordosten Chinas, wo die Wintermonaten besonders kalt sind, ist der Brauch noch sehr verbreitet. Heute ist neben der religiösen Bedeutung des Festes ein Signal für das kommende Frühling des neuen Jahres (Neujahrsfest). Ein weiterer Brauch zum Fest ist das Einlegen von Knoblauchzehen (腊八蒜,  làbāsuàn) in Essig für 20 Tage, um rechtzeitig zum Neujahrsfest mit Jiaozi serviert zu werden. Dieser Brauch ist besonders in Nordchina populär.
Außerhalb China ist das Laba-Fest seit dem Königreich Ryūkyū auch auf den japanischen Ryūkyū-Inseln in Okinawa bekannt. Es wird zum achten Tag im zwölften Monat des Mondkalenders als eine lokale Tradition in Form von Reiskuchengebäck aus Klebreis (ryukyu muchi, jap. mochi) als eine Art Talisman zum Schutz gegen böse Geister an Kinder als Speise gegeben.